# Gauliga Sachsen 1937/38
Die Gauliga Sachsen 1937/38 war die fünfte Spielzeit der Gauliga Sachsen im Fußball. Die Meisterschaft sicherte sich BC Hartha durch den besseren Torquotienten vor der Mannschaft des SV Fortuna Leipzig. BC Hartha qualifizierte sich für die Endrunde um die deutsche Meisterschaft schied dort aber bereits nach der Gruppenphase aus. Die Abstiegsränge belegten die SpVgg Leipzig-Lindenau und SV Grüna. Aus den Bezirksklassen stiegen die Sportfreunde Dresden und Konkordia Plauen auf.

## Abschlusstabelle
| Pl. | Verein                     | Sp. | S  | U | N  | Tore    | Quote | Punkte |
| --- | -------------------------- | --- | -- | - | -- | ------- | ----- | ------ |
| 1.  | BC Hartha (M)              | 18  | 11 | 4 | 3  | 047:250 | 1,88  | 26:10  |
| 2.  | SV Fortuna Leipzig         | 18  | 11 | 4 | 3  | 052:300 | 1,73  | 26:10  |
| 3.  | Polizei SV Chemnitz        | 18  | 11 | 2 | 5  | 054:360 | 1,50  | 24:12  |
| 4.  | Dresdner SC                | 18  | 9  | 5 | 4  | 046:260 | 1,77  | 23:13  |
| 5.  | VfB Leipzig                | 18  | 7  | 6 | 5  | 042:410 | 1,02  | 20:16  |
| 6.  | Planitzer SC               | 18  | 7  | 2 | 9  | 034:320 | 1,06  | 16:20  |
| 7.  | TuRa Leipzig               | 18  | 5  | 6 | 7  | 030:390 | 0,77  | 16:20  |
| 8.  | Guts Muts Dresden          | 18  | 5  | 2 | 11 | 034:450 | 0,76  | 12:24  |
| 9.  | SpVgg Leipzig-Lindenau (N) | 18  | 5  | 2 | 11 | 035:490 | 0,71  | 12:24  |
| 10. | SV Grüna (N)               | 18  | 0  | 5 | 13 | 025:760 | 0,33  | 05:31  |

| (M) | Titelverteidiger                  |
| (N) | Aufsteiger aus den Bezirksklassen |

## Aufstiegsrunde
Qualifiziert waren die Sieger der vier Bezirksklassen.
Kreuztabelle
| 1937/38                   | SFD | SV Konkordia Plauen | SFM | FC Preussen Chemnitz |
| ------------------------- | --- | ------------------- | --- | -------------------- |
| Sportfreunde Dresden      |     | 4:1                 | 2:2 | 2:1                  |
| SV Konkordia Plauen       | 5:1 |                     | 3:0 | 4:0                  |
| Sportfreunde Markranstädt | 2:3 | 1:1                 |     | 4:2                  |
| FC Preussen Chemnitz      | 5:7 | 3:2                 | 1:2 |                      |

Abschlusstabelle
| Pl. | Verein                                                    | Sp. | S | U | N | Tore    | Quote | Punkte |
| --- | --------------------------------------------------------- | --- | - | - | - | ------- | ----- | ------ |
| 1.  | Sportfreunde Dresden (Sieger Bezirksklasse Dresden)       | 6   | 4 | 1 | 1 | 019:160 | 1,19  | 09:30  |
| 2.  | SV Konkordia Plauen (Sieger Bezirksklasse Plauen-Zwickau) | 6   | 3 | 1 | 2 | 016:900 | 1,78  | 07:50  |
| 3.  | Sportfreunde Markranstädt (Sieger Bezirksklasse Leipzig)  | 6   | 2 | 2 | 2 | 011:120 | 0,92  | 06:60  |
| 4.  | FC Preussen Chemnitz (Sieger Bezirksklasse Chemnitz)      | 6   | 1 | 0 | 5 | 012:210 | 0,57  | 02:10  |